# Michio Yasuda
Michio Yasuda (保田 道夫, Yasuda Michio, 10 november 1949) is een Japans voormalig voetballer die als doelman speelde.

## Clubcarrière
In 1968 ging Yasuda naar de Fukuoka University, waar hij in het schoolteam voetbalde. Nadat hij in 1972 afstudeerde, ging Yasuda spelen voor Nippon Steel. In acht jaar speelde hij er 155 competitiewedstrijden. Yasuda beëindigde zijn spelersloopbaan in 1980.

## Japans voetbalelftal
Michio Yasuda debuteerde in 1979 in het Japans nationaal elftal en speelde één interland.

## Statistieken
| Japans voetbalelftal | Japans voetbalelftal | Japans voetbalelftal |
| Jaar                 | Wed.                 | Dlp.                 |
| -------------------- | -------------------- | -------------------- |
| 1979                 | 1                    | 0                    |
| Totaal               | 1                    | 0                    |